# سیارک ۴۸۴۷
سیارک ۴۸۴۷ (به انگلیسی: 4847 Amenhotep، نامگذاری:6787P-L) چهار هزار و هشتصد و چهل و هفتمین سیارک کشف شده‌است که در ۲۴ سپتامبر ۱۹۶۰ کشف شد.
قدر مطلق سیارک برابر ۱۴٫۹۰ است.